# Fonte del Mariotto
La fonte del Mariotto è una sorgente del Monte Serra situata nelle vicinanze di Buti. È ricordata come punto di aggregazione fra i butesi e per il devastante bombardamento del 22 giugno 1944.

## La fonte

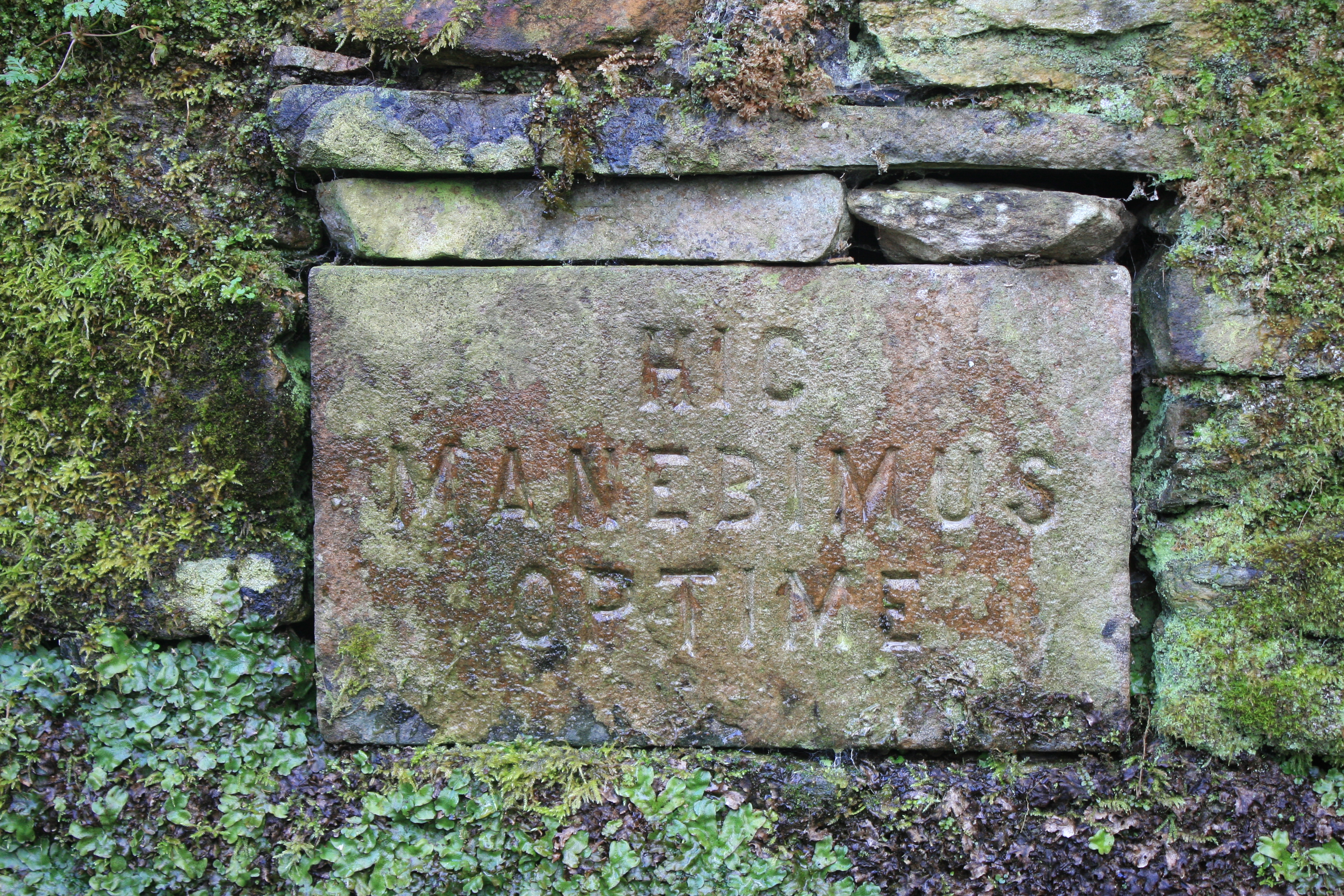
La celebre frase di Tito Livio, a ricordare l'amenità del luogo

La fonte del Mariotto è una delle fonti storiche di Buti. Nella sistemazione attuale l'acqua sgorga dalla roccia e va a finire in un gradino di pietra sistemato in modo da rendere più facile l'accesso all'acqua.
In passato veniva usata per l'approvvigionamento di acqua per gli usi quotidiani e per l'attività di raccolta di corbezzoli da parte dei corbellai.
La fonte è stata, e continua ad essere, zona di aggregazione, grazie alle caratteristiche dello spazio circostante, con ampi prati e grandi alberi, come robinie o ippocastani grandi ortensie blu, alberi da frutto (i quali appunto, corbezzoli).

Negli anni sessanta del Novecento diverse aree attorno alla zona del Mariotto sono divenute di proprietà privata rendendo impossibile il tradizionale accesso da Rio dei ceci, dal Pioli e dalla "casa di Timante". La zona è comunque raggiungibile attraverso percorsi meno agevoli, salendo per Castel Tonini, passando per via Marianini e via di Borgarina, per poi ricongiungersi alla strada che costeggia gli ulivi per diventare uno stretto viottolo,.

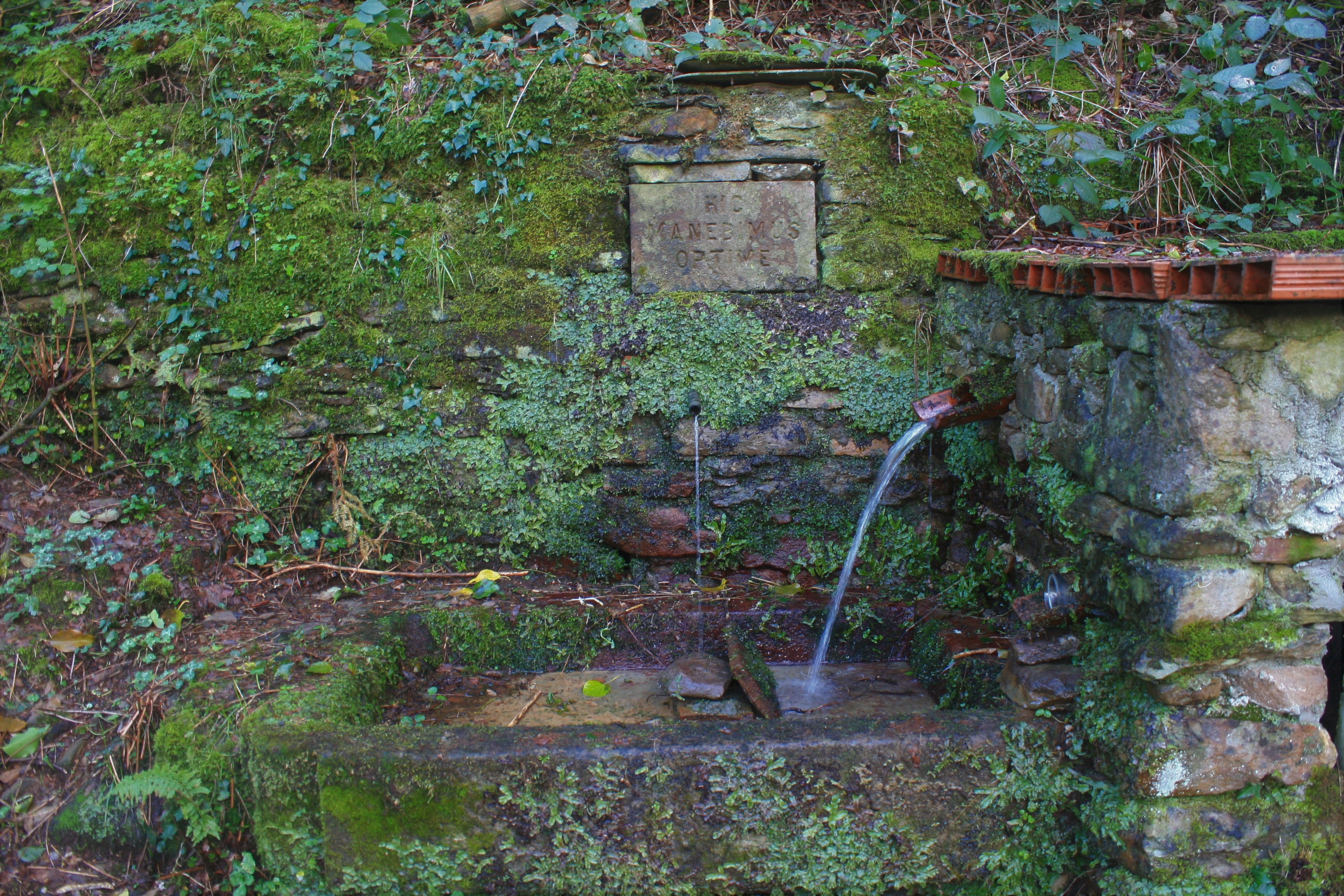
L'acqua che sgorga dalla fonte.

## Il bombardamento del 22 giugno 1944
Durante la seconda guerra mondiale, Buti e le zone limitrofe ai Monti Pisani erano diventate rifugio per tante famiglie sfollate dalle città, che andavano sui monti in cerca di un posto meno minacciato rispetto ai centri urbani. 
L'area non era inizialmente ritenuta un bersaglio, ma il Comitato di Protezione Antiaerea distribuì comunque circolari per invitare gli abitanti a realizzare trincee e ricoveri di fortuna; Buti divenne una zona di rifugi antiaerei sotterranei molto grandi, che ospitarono sfollati e operai della Piaggio di Pontedera.
All'inizio di gennaio del 1944 Buti, circondato dai Monti Pisani ed attraversato dalla linea ferroviaria Pontedera-Lucca, iniziava a soffrire dell'occupazione tedesca.
Il 22 giugno che, alle 08:00 del mattino, un aereo americano sorvolò a bassa quota più volte il paese, mettendo in allarme la popolazione che iniziò a raggiungere i rifugi per mettersi in salvo.
Poche ore dopo, tra le 11:30 e 12:00, i cittadini di Buti sentirono un forte boato in fondo al Termine, la strada tra Vicopisano e Buti: un aereo aveva sganciato una bomba uccidendo due uomini, Francesco Biasci, un operaio di 41 anni sfollato a Buti, e Silvio Leporini, un manovale di 31 anni.
Diversi aerei sorvolarono Buti e, dopo il precedente sgancio sul Termine, ne avvenne un altro sulla "casaccia", provocando un cratere ancora ben visibile. 
Più oltre, in località Riseccoli, una bomba esplose in un uliveto.
Le schegge di altre bombe arrivarono al frantoio Baschieri, in località Galera, dove crollò una piccola parte di edificio. Vicino al frantoio c'era un cascinale, la casa dei Filippi, che ospitava numerosi sfollati. Sentendo il rumore degli aerei, questi pensarono fosse meglio fuggire e non rimanere al chiuso, ma la decisione fu fatale: dodici persone perirono colpite da schegge.

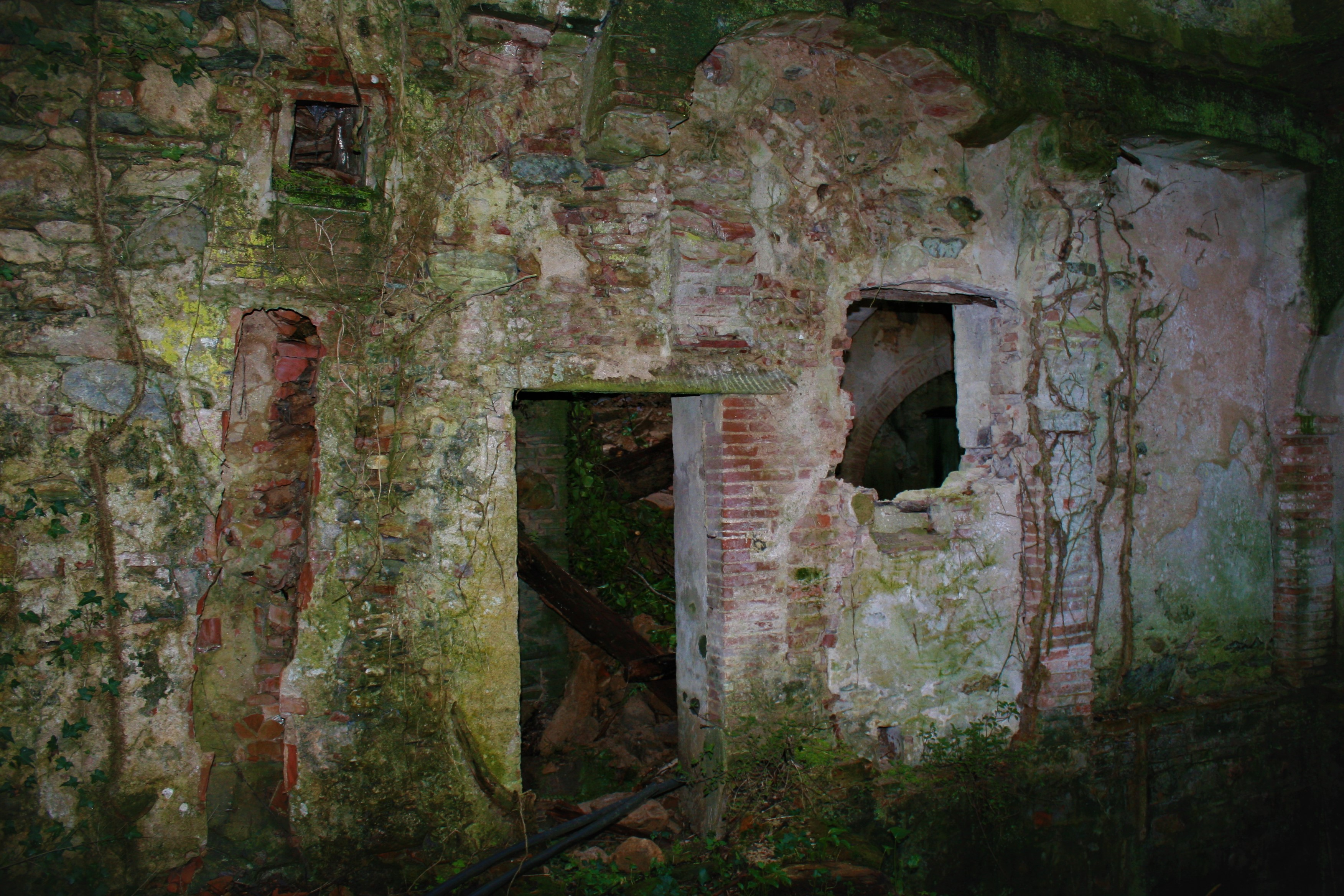
Il cascinale vicino al frantoio.

Poco dopo, gli aerei raggiunsero il Mariotto, dove trovarono la morte sette persone, una donna e sei uomini. I boati erano talmente forti che, a causa dello spostamento d'aria, tante persone si trovarono sdraiate sul pavimento. Il bombardamento del Mariotto, così viene ricordato dai butesi, fu particolarmente doloroso per il valore simbolico del luogo, e per la morte di Vasco Parrini, un ragazzo di 11 anni che si era recato alla fonte a prendere l'acqua.

### Vasco Parrini
Alla giovane vittima è stata dedicata una lapide in prossimità della fonte, che recita: "A perenne affettuosissima memoria di Vasco Parrini, nato il 5 aprile 1933 a Buti, qui tragicamente perito per incursione aerea il 22 giugno 1944"; accanto alla lapide, è stata posta una pietra grezza in cui è stata incisa una croce che riporta il nome del ragazzo, la data e la causa della morte.

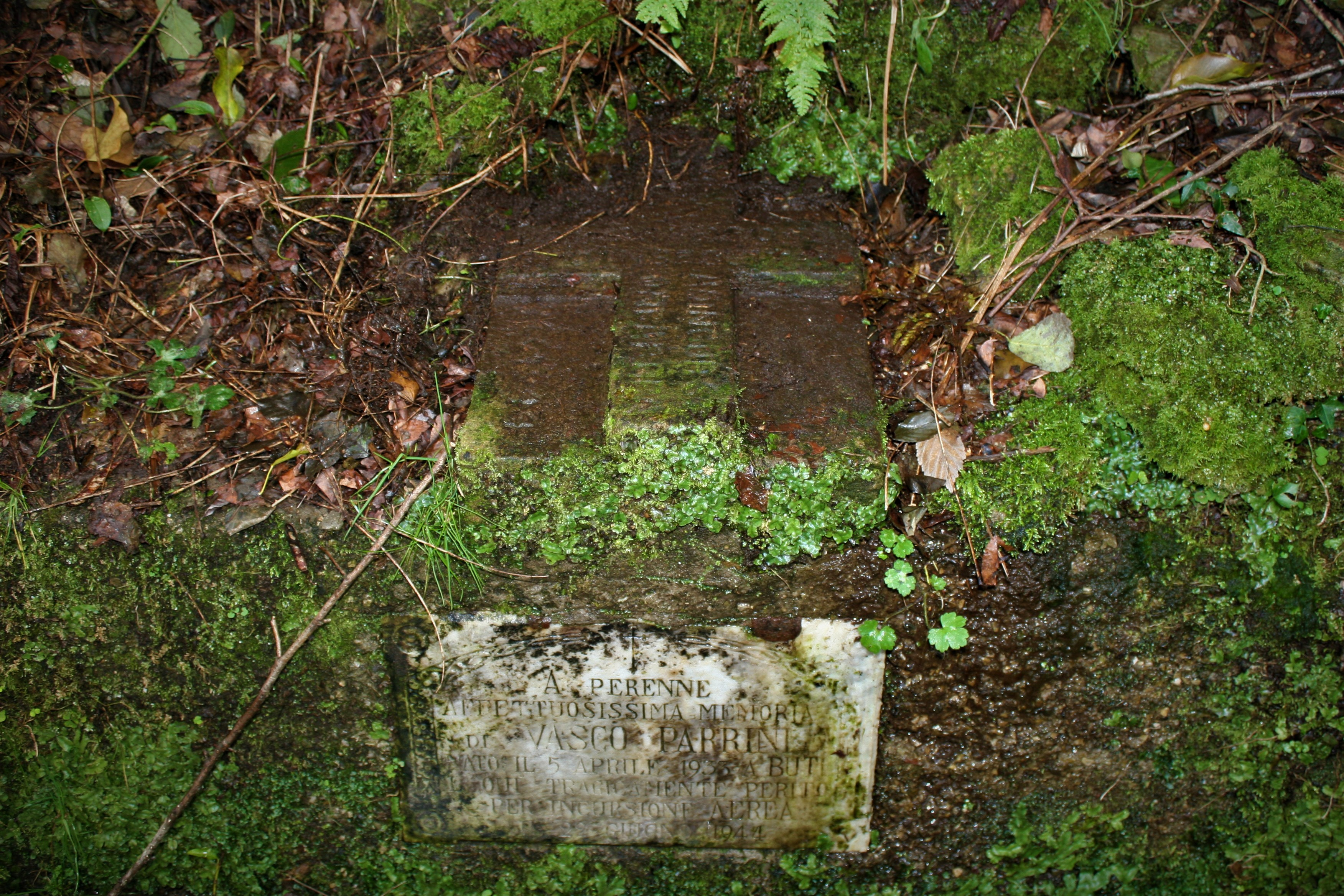
Lapide e pietra in memoria di Vasco Parrini.

### Le cause
Sulle ragioni del bombardamento, insolito per un'area agricola, sono state fatte diversi ipotesi collegate al suo inserimento in un'azione sistemica su vasta aerea, parte dell'operazione Strangle;. In particolare è stato ipotizzato che il bombardamento volesse colpire uno o più di questi bersagli:
- il magazzino Piaggio a ridosso di via di Costia[9]

- la linea ferroviaria Pontedera-Lucca (linea secondaria e di scarso interesse militare)[4]

- le postazioni militari tedesche, che erano state ispezionate dal comandante Kesselring, e l'osservatorio tedesco posto in cima alla Serra

Inoltre, è stato ipotizzato che il bombardamento volesse sostenere l'azione della banda di Carlino.
Tuttavia, il diario della Twelfth Air Force riporta semplicemente che l'obiettivo primario previsto era la città di Marradi; poiché l'obiettivo era oscurato dal maltempo, fu scelto come bersaglio alternativo Buti.

## Commemorazioni del bombardamento
L'11,12 e 13 aprile 2014, il Comune di Buti è stato scelto come sede d'incontro degli Amministratori dei Comuni toscani per confrontare le proposte finalizzate al mantenimento della memoria, alla formazione di una coscienza e alla proposizione di valori tesi alla costruzione di percorsi e di un futuro di pace.